# Маґоґ

Географічний розподіл потомків синів Ноя за Йосифом Флавієм. Сини Яфета — виділені червоним

Маґоґ (іврит: מָגוֹג‎, романізоване: Māgōg) — другий із семи синів Яфета, згаданих у Таблиці націй у Книзі Буття 10.
Походження терміна неясно, ця назва вказує або на людину, або на плем'я, або на географічну область (країну чи місто). У книзі Єзекіїля язичницький народ Маґоґ живе «на півночі світу». Можливо походить від аккадського mat Gugi — «земля Ґоґа».
Маґоґ у Єзекіїлі 38 і 39 згадується як «Гог із землі Маґоґ, головний князь Мешеха і Тувала»; на основі цієї згадки «Ґоґ і Маґоґ» з часом стали асоціюватися як усталений термін. У Новому Заповіті це поєднання можна знайти в Книзі Об'явлення 20:8, і в цьому випадку воно може бути просто метафоричним поетичним виразом.
Йосип Флавій називає Маґоґа, сина Яфета, прабатьком скитів або народів на північ від Чорного моря. Згідно з ним, греки називали Скитію Маґоґією. Альтернативна ідентифікація, отримана в результаті дослідження порядку, в якому назви племен перераховані в Єзекіїля 38, «помістить Маґоґ між Каппадокією та Мідією».
«Гетика» Йордана (551) згадує Маґоґа як предка ґотів, але Ісидор Севільський (бл. 635) стверджує, що це ототожнення було популярним «через подібність останнього складу» (Etymologiae, IX, 89). Королева Швеції Христина I вважала, що у списку шведських королів перший йде саме Маґоґ. Історик Даніель Юсленіус (1676—1752) вивів коріння фінів від Маґоґа.
Згідно з кількома середньовічними ірландськими хроніками, зокрема Auraicept na n-Éces і Lebor Gabála Érenn, ірландці є серед нащадків сина Яфета Маґоґа зі Скитії. Вважалось також, що у Маґоґа був онук на ім'я Гебер, нащадки якого поширилися по всьому Середземномор'ю.
Існує також середньовічна легенда, яка говорить, що ґуни походять від Маґоґа, що мешкав біля Азовського моря в роки після потопу.